# Steven Zaloga
Steven J. Zaloga (* 1. února 1952, Pittsfield) je americký vojenský historik.
Vzdělání získal na Union College a na Columbia University, kde studoval historii. Publikoval mnoho knih o moderních vojenských technologiích, zvláště se soustředí na tanky Sovětského svazu a SNS a obrněná vozidla.
Je také známým modelářem vojenské techniky. Přispívá do časopisu Military Modelling a je členem Armor Modeling and Preservation Society.

## Publikace
- M1 Abrams Main Battle Tank 1982–92 (1993) ISBN 978-1-85532-283-7
- Modern American Armor: Combat Vehicles of the United States Army Today (1982) ISBN 0-85368-248-8
- Modern Soviet Armor: Combat Vehicles of the USSR and Warsaw Pact Today (1980) ISBN 0-13-597856-4
- Polish Army, 1939–1945, Osprey Publishing, 1982, ISBN 0-85045-417-4,
- T-54 and T-55 Main Battle Tanks 1944–2004 (2004) ISBN 1-84176-792-1
- T-72 Main Battle Tank 1974–93 (1993) ISBN 1-85532-338-9
- The Kremlin's Nuclear Sword: The Rise and Fall of Russia's Strategic Nuclear Forces, 1945–2000,Random House, 2002 ISBN 1-58834-007-4
- Scud Ballistic Missile and Launch Systems 1955–2005. Osprey Publishing, 2006.
- Red Thrust: Attack on the Central Front, Soviet Tactics and Capabilities in the 1990s (1989) ISBN 0-89141-345-6
- T-34 in Action, (spoluautor James Grandsen) Carrollton, Texas: Squadron/Signal. ISBN 0-89747-112-1
- Soviet Tanks and Combat Vehicles of World War Two(spoluautor James Grandsen), London: Arms and Armour Press. ISBN 0-85368-606-8
- T-34-85 Medium Tank 1944–94, (spoluautor Jim Kinnear) Oxford: Osprey Publishing. ISBN 1-85532-535-7
- Soviet Tanks in Combat 1941–45: The T-28, T-34, T-34-85, and T-44 Medium Tanks (spoluautoři Jim Kinnear, Andrey Aksenov a Aleksandr Koshchavtsev) Hong Kong: Concord Publication. ISBN 962-361-615-5.
- T-34 Medium Tank 1941–45, (spoluautor Peter Sarson) Oxford: Osprey Publishing. ISBN 1-85532-382-6
- Soviet Heavy Tanks (spoluautor James Grandsen). London: Osprey Publishing. ISBN 0-85045-422-0
- KV-1 & 2 Heavy Tanks 1939–1945 (spoluautor Peter Sarson). Oxford: Osprey Publishing. ISBN 1-85532-496-2
- Bagration 1944: The Destruction of Army Group Centre. Osprey Publishing, 1996. ISBN 978-1-85532-478-7
- Overlord: The D-Day Landings. Osprey Publishing, 2009. ISBN 978-1-84603-424-4
- Modeling US Armor of World War 2. Osprey Publishing, 2009. ISBN 978-1-84603-398-8
- Red Sam: The SA-2 Guideline Anti-Aircraft Missile. Osprey Publishing, 2007. ISBN 1-84603-062-5, ISBN 978-1-84603-062-8. 48pp
- Japanese Tanks 1941–45 Osprey Publishing, 2007. ISBN 978-1-84603-091-8
- T-80 Standard Tank: The Soviet Army's Last Armored Champion Osprey Publishing, 2009. ISBN 978-1-84603-244-8
- 2005 D-Day Fortifications in Normandy (Fortress S.)
- 2005 Anzio 1944: The Beleaguered Beachhead (Campaign S.)
- 1989 The Red Army of the Great Patriotic War, 1941–45 (Men-at-arms S.)
- French Tanks of World war I", Osprey Publishing,2010, ISBN 978-1-84603-513-5